# 布蘭斯科姆峰

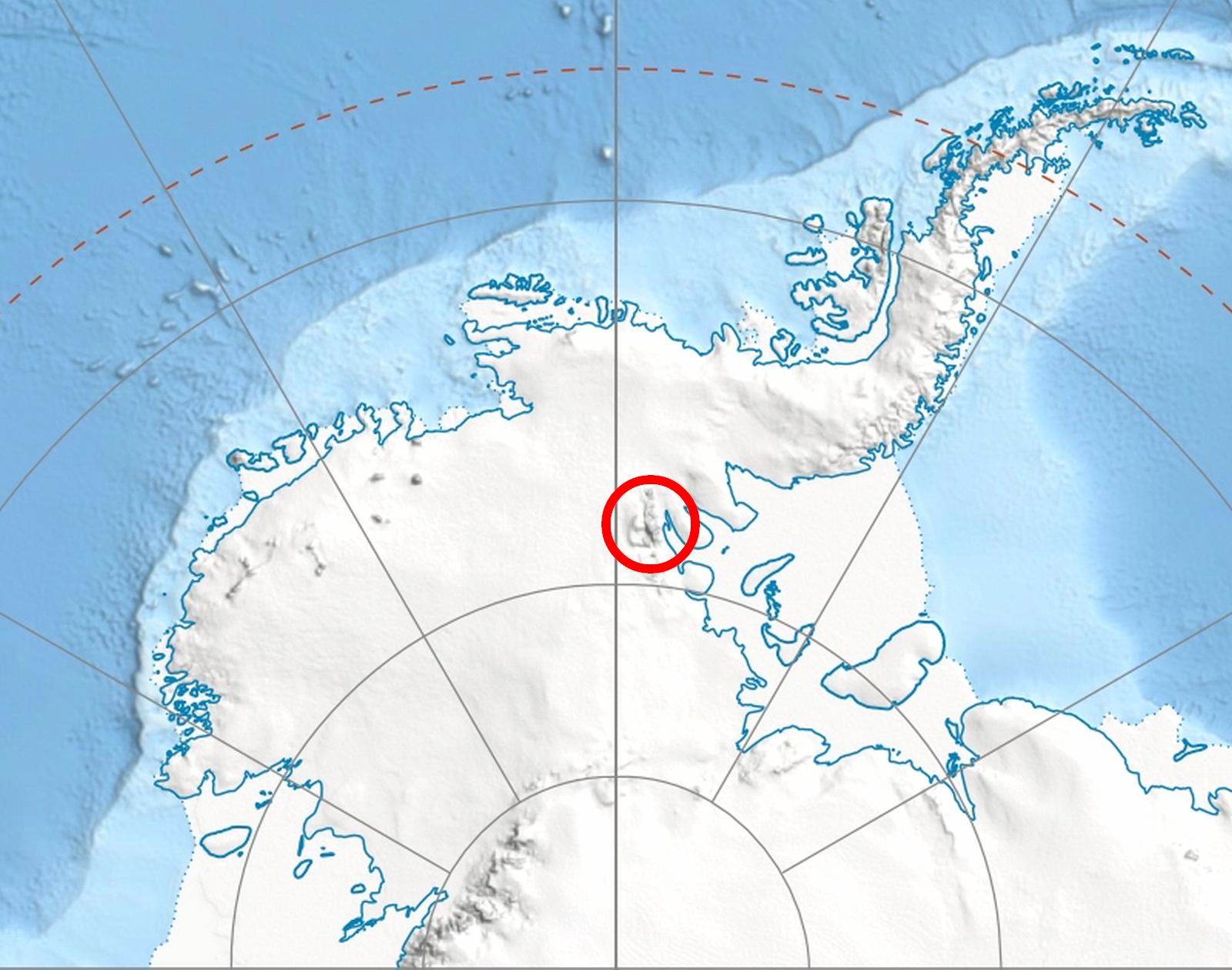

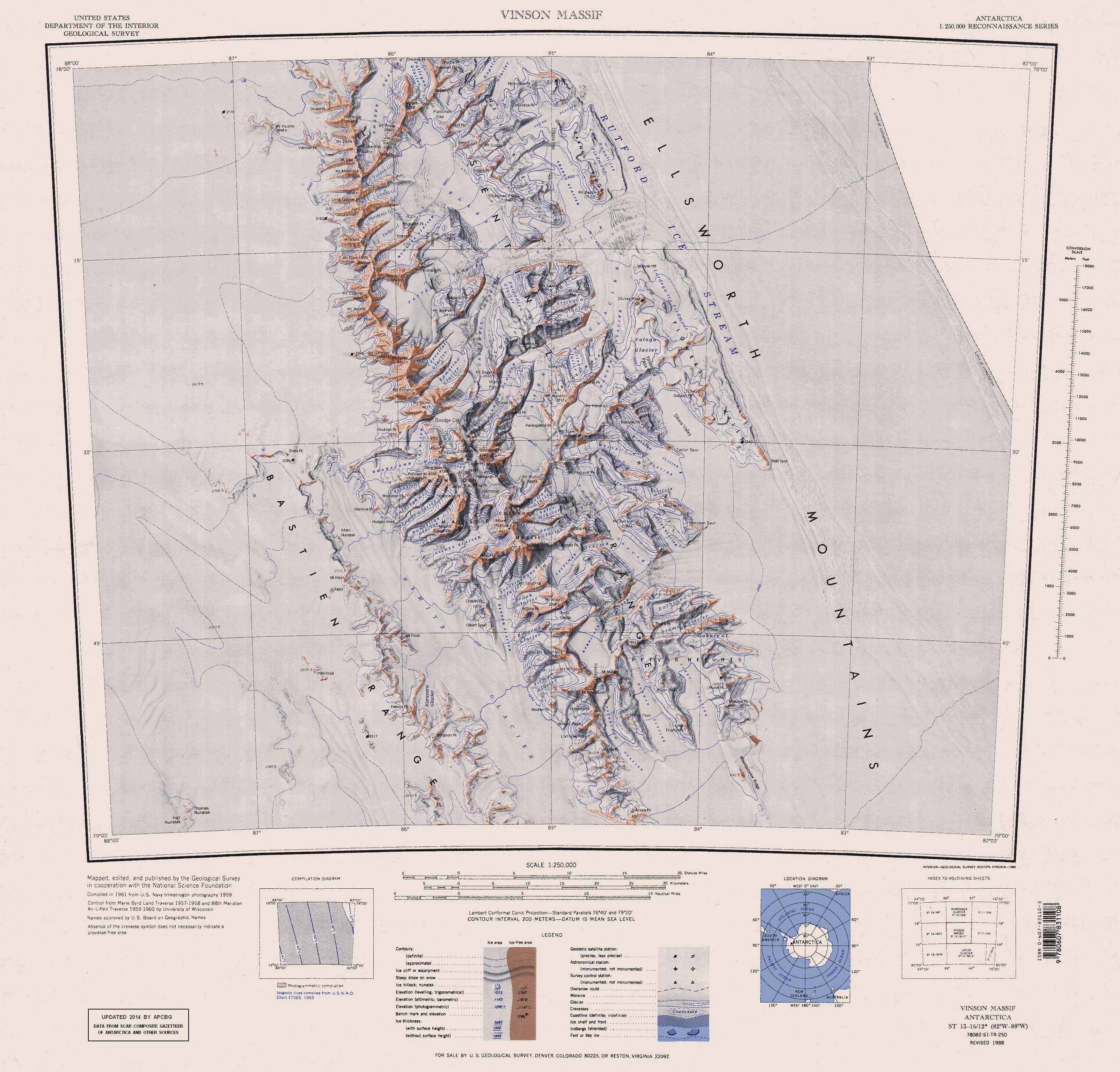

布蘭斯科姆峰（英語：Branscomb Peak）是南極洲的山峰，座標78°30′57″S 85°41′44″W，位於埃爾斯沃思地，處於文森山西北面2.04公里、西爾弗斯坦峰西北面3.69公里、克努岑峰東南面5.92公里和欣山以南6.02公里，屬於埃爾斯沃思山脈中森蒂納爾嶺的一部分，海拔高度4,520米（14,830英尺），現時由南極條約體系管理。